# Toyota Sai
La Toyota Sai è una autovettura prodotta dalla casa automobilistica giapponese Toyota dal 2009 al 2017.
Realizzata sulla medesima piattaforma e trasmissione ibrida della Lexus HS, è stata presentata in Giappone il 20 ottobre 2009.

## Profilo e descrizione

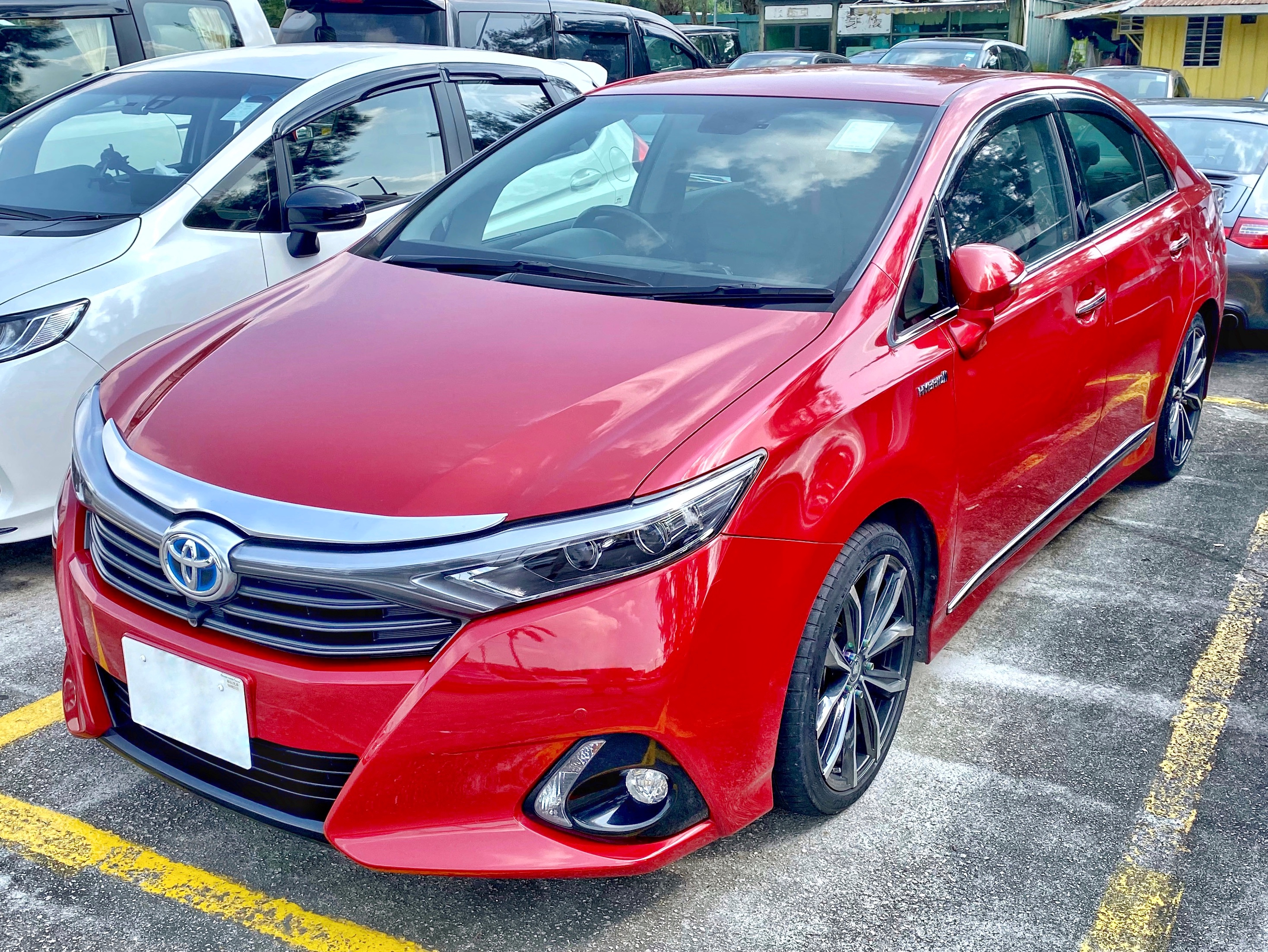
Sai restyling 2013

La Sai è stata introdotta sul mercato nel dicembre 2009, come seconda vettura nativa totalmente ibrida di Toyota dopo la Prius. Posizionata tra la Prius e la Crown Hybrid, la Sai era dotata di una carrozzeria berlina a 4 porte simile alla Lexus HS 250h, con la quale condivideva le parti meccaniche, sebbene fossero diverse nel design degli esteri che degli interni, quest'ultini realizzati al 60% in bioplastica. La lunghezza, la larghezza e l'altezza della Sai erano inferiori a quelle della Lexus HS 250h rispettivamente di 95 mm, 15 mm e 10 mm.

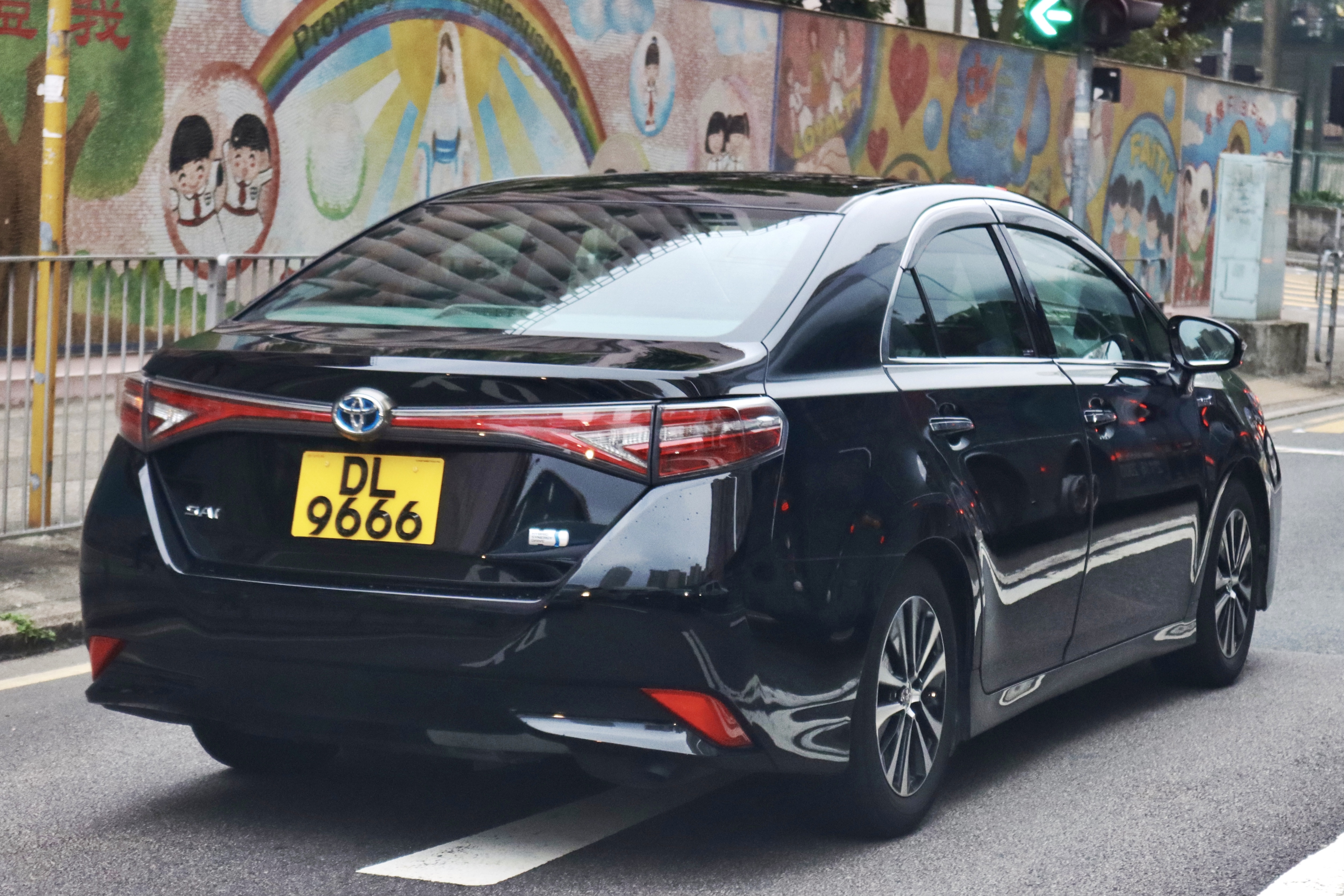
Retro restyling

Il design della carrozzeria, caratterizzato da una linea molto aerodinamica, si componeva anche da paratie e carenature nel sottoscocca, raggiungendo così un coefficiente di resistenza aerodinamica di 0,27. Sebbene la Sai utilizzasse il Toyota Hybrid System (THS) II (lo stesso di quello della Prius), il motore era un'unità da 2,4 litri (2AZ-FXE), più potente che produceva 150 CV.
Il 25 giugno 2010, Lexus (e anche Toyota) hanno richiamato 17.801 modelli di HS250h e Sai, per non aver rispettato lo standard FMVSS 301 statunitense, a causa del rischio di perdite eccessive di carburante in caso di tamponamento o collisione del veicolo.
Nel 2013 è stata sottoposta ad un profondo restyling.